# Microrregión de Cachoeira do Sul
La microrregión de Cachoeira do Sul es una de las microrregiones del estado brasileño del Rio Grande do Sul perteneciente a la mesorregión Centro Oriental Rio-Grandense. Su población fue estimada en 2005 por el IBGE en 160.291 habitantes y está dividida en siete municipios. Posee un área total de 7.587,314 km².

## Municipios
- Cachoeira do Sul
- Cerro Branco
- Novo Cabrais
- Pantano Grande
- Paraíso do Sul
- Passo do Sobrado
- Rio Pardo

- Datos: Q385400